# Ibrahim Iskandar
Ibrahim ibni Iskandar, născut Tunku Ibrahim Ismail ibni Tunku Mahmood Iskandar, (în Jawi: سلطان إبراهيم ابن سلطان إسکندر; n. 22 noiembrie 1958, Johor Bahru⁠(d), Federația Malaya) este regele Malaysiei și al cincilea sultan al Johorului modern.
Ibrahim s-a născut în timpul domniei străbunicului său, sultanul Sir Ibrahim, și a devenit moștenitor aparent atunci când tatăl său, sultanul Iskandar, a urcat pe tronul Johorului în 1981. El a fost numit prinț moștenitor al Johorului la 3 iulie 1981. A studiat la Trinity Grammar School din Australia. În 1982, s-a căsătorit cu Raja Zarith Sofiah. Cei doi au avut șase copii, printre care Ismail Idris și Aminah Maimunah Iskandariah.
Ibrahim a devenit sultan al Johorului la moartea tatălui său, în 2010. La 31 ianuarie 2024, Ibrahim a depus jurământul ca rege al Malaeziei, fiind ales pentru un mandat de cinci ani la 27 octombrie 2023. Printre evenimentele semnificative ale domniei sale se numără învestirea din iulie 2024.

## Biografie
Tunku Ibrahim s-a născut la 22 noiembrie 1958, la Spitalul Sultanah Aminah din Johor Bahru⁠(d), în timpul domniei străbunicului său, sultanul Ibrahim al Johorului. El a fost al treilea copil și cel dintâi fiu al sultanului Iskandar cu prima sa soție, Josephine Ruby Trevorrow, o englezoaică din Torquay. Trevorrow, proprietară de profesie, a purtat temporar numele Khalsom binti Abdullah după căsătoria cu Iskandar. Ulterior, mama lui Ibrahim s-a recăsătorit și s-a întors în Anglia. Străbunicul său a murit la Londra la 8 mai 1959, astfel că bunicul său, Ismail, a devenit sultan al Johorului.
Ibrahim și-a finalizat studiile secundare la Trinity Grammar School din Sydney, Australia, între 1968 și 1970. După terminarea liceului, a fost trimis la Centrul de Instruire Militară (PULADA) din Kota Tinggi pentru pregătire militară de bază. A urmat, de asemenea, cursuri de pregătire militară în Statele Unite, la Fort Benning⁠(d) (Georgia) și ulterior la Fort Bragg (Carolina de Nord).

## Prinț moștenitor al Johorului (1981–2010)
Ibrahim a fost numit prinț moștenitor al Johorului la 3 iulie 1981 și, de atunci, a locuit în principal la palatul Istana Pasir Pelangi. Între 26 aprilie 1984 și 25 aprilie 1989, el a îndeplinit funcția de regent al Johorului, perioada în care tatăl său a servit ca Yang di-Pertuan Agong. În ultimii ani ai vieții tatălui său, Ibrahim a preluat treptat o parte din atribuțiile și funcțiile statului. Printre acestea s-a numărat și participarea la cea de-a 211-a Conferință a Conducătorilor, unde Ibrahim și Abdullah, prințul moștenitor al statului Pahang, și-au reprezentat tații, alături de alte funcții oficiale.
Cu puțin timp înainte ca politicianul filipinez de opoziție, Ninoy Aquino⁠(d), să fie asasinat pe aeroportul internațional din Manila, la 21 august 1983, Ibrahim s-a întâlnit cu acesta la sosirea sa în Singapore și ulterior l-a condus să se întâlnească cu alți lideri malaezi peste podul Johor–Singapore. Odată ajuns în Johor, Aquino s-a întâlnit și cu tatăl lui Ibrahim, Iskandar, care îi era prieten apropiat.

## Sultanul Johorului (2010–prezent)
Cu câteva ore înainte de moartea tatălui său, la 22 ianuarie 2010, Tunku Ibrahim a fost numit Regent al Johorului, în urma unor rapoarte medicale care sugerau decesul iminent al sultanului Iskandar. Sultanul Iskandar a murit în aceeași noapte, iar Tunku Ibrahim a fost proclamat Sultan al Johorului în dimineața următoare. Menteri Besar (Prim-ministrul) Johorului, Abdul Ghani Othman, a menționat că sultanul Ibrahim și membrii apropiați ai familiei regale vor respecta o perioadă de doliu de 40 de zile. În timpul acestei perioade, sultanul Ibrahim a participat pentru prima dată, în februarie 2010, la Conferința Suveranilor, în calitate de Sultan al Johorului.
La 30 iunie 2011, sultanul Ibrahim a condus ultimul tren care a plecat din gara Tanjong Pagar, după ce a fost instruit de inspectorul-șef de locomotive Hasnol Azahari Aman din cadrul Keretapi Tanah Melayu. El a declarat că a dorit să facă acest gest întrucât bunicul său, sultanul Ismail, inaugurase în 1923 digul rutier și feroviar care leagă Singapore de Malaya, considerând potrivit să conducă personal ultimul tren care părăsea gara.
Sultanul Ibrahim a declarat orașul Muar⁠(d) drept noua capitală regală a Johorului, înlocuind Johor Bahru⁠(d), la 5 februarie 2012. Decizia a coincis cu sărbătorirea Maulidur Rasul.
La 22 noiembrie 2012, sultanul Ibrahim a devenit primul conducător al Johorului care și-a sărbătorit ziua de naștere la Muar. El a ales orașul deoarece era „bogat în istorie și tradiție, pe lângă faptul că era liniștit, frumos și progresist”. Totodată, a dorit ca guvernul statului să declare clădirile vechi din oraș drept patrimoniu de stat și ca autoritățile locale să păstreze curățenia râului Muar, prin mutarea autogării și a stației de taxiuri în altă parte.
La fel ca fostele state malaeze neconfederate Perlis⁠(d), Kedah, Kelantan⁠(d) și Terengganu, Johor își organiza weekendul vineri și sâmbătă, spre deosebire de fostele state malaeze confederate, precum și de Malacca, Penang, Sabah, Sarawak și Teritoriul Federal, unde weekendul era sâmbătă și duminică. La 1 ianuarie 1994, Johor, împreună cu Perlis, a trecut weekendul la sâmbătă și duminică, pentru a se sincroniza cu Singapore și Kuala Lumpur, întrucât Johor devenise deja un stat în plină industrializare.
Cu toate acestea, la 22 noiembrie 2013, în cadrul sărbătorilor dedicate zilei sale de naștere, sultanul Ibrahim a decretat revenirea la weekendul de vineri și sâmbătă, începând cu 1 ianuarie 2014, pentru a le permite musulmanilor din stat să participe la rugăciunea de vineri. Decizia a stârnit controverse, mai ales din cauza dificultăților create mediului privat care colabora cu Singapore. Totuși, sectorul privat a continuat să respecte weekendul sâmbătă–duminică.

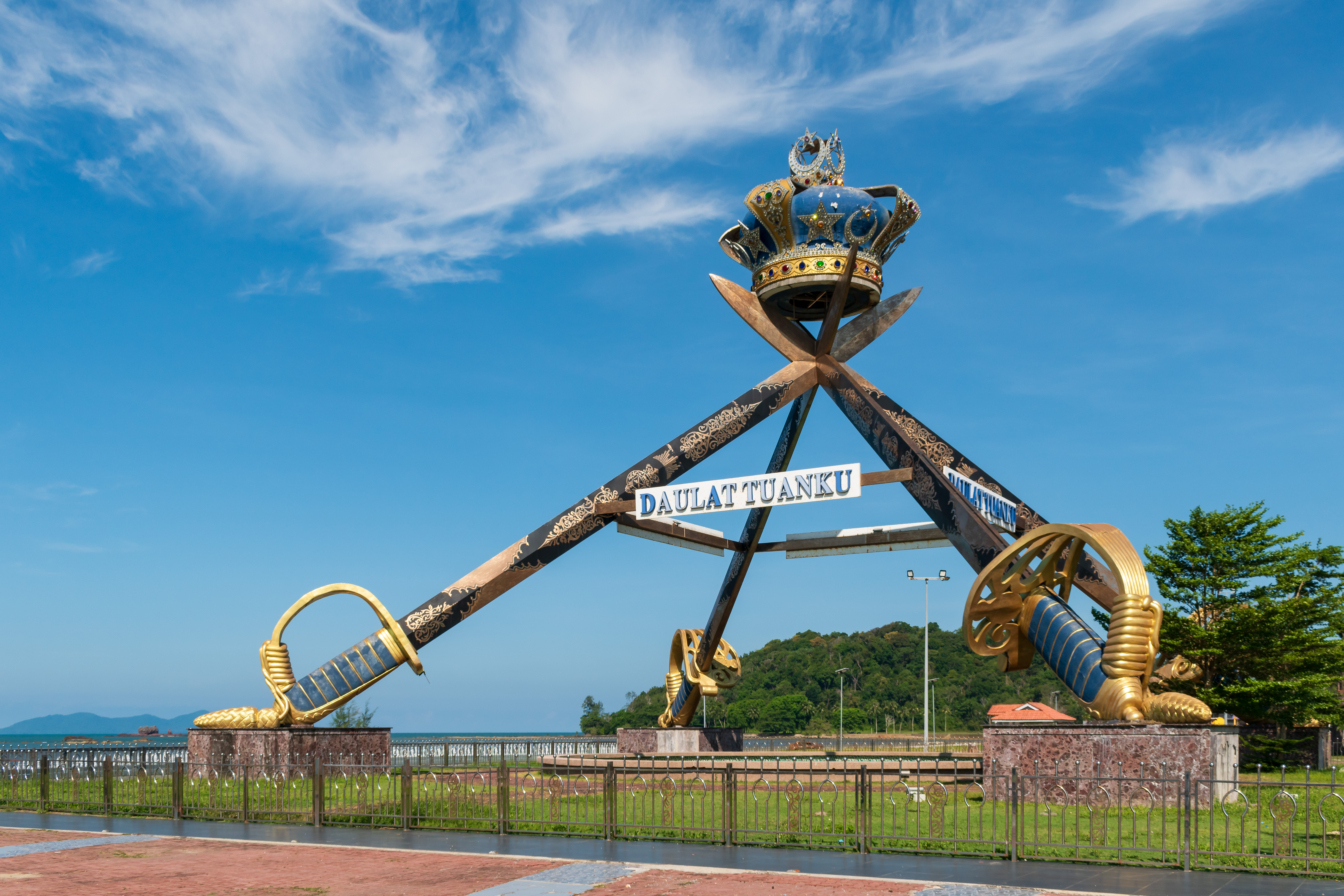
Monument la care comemorează încoronarea lui Ibrahim ca Sultan al Johorului

Sultanul Ibrahim a fost încoronat ca Sultan al Johorului la 23 martie 2015. Ultima încoronare avusese loc la 10 februarie 1960, atunci când bunicul său, sultanul Ismail, fusese încoronat. Începând din 2015, data de 23 martie a fost declarată sărbătoare publică anuală în stat, ca zi oficială de naștere a sultanului, înlocuind ziua de 22 noiembrie, data reală a nașterii sale.
În august 2015, sultanul Ibrahim a decretat ca districtul Kulaijaya să revină la denumirea sa anterioară, Kulai. De asemenea, el a hotărât schimbarea denumirii Nusajaya în Iskandar Puteri și redenumirea districtului Ledang în districtul Tangkak.
Sultanul Ibrahim a emis un decret prin care interzicea utilizarea țigărilor electronice (vaping) în Johor, începând cu 1 ianuarie 2016, din motive legate de sănătatea locuitorilor statului. Ulterior, Kelantan⁠(d) și Terengganu au adoptat măsuri similare.
În ianuarie 2016, sultanul Ibrahim a decretat că panourile publicitare ale afacerilor nu trebuie să depășească dimensiunea de 6,1 m × 1,2 m (20 ft × 4 ft), pentru a preveni riscurile asupra siguranței publice și pentru a reduce aspectul inestetic al orașelor.
Sultanul Johorului este cunoscut pentru promovarea moderației religioase și pentru criticile sale la adresa arabizării treptate a culturii musulmane malaeziene. Deși este singurul sultan din Malaysia fără studii universitare, el a susținut constant dezvoltarea unui învățământ de calitate în Johor.
La 6 ianuarie 2024, sultanul Ibrahim a decretat că nu va mai acorda audiențe până la urcarea sa pe tron ca Yang di-Pertuan Agong, la 31 ianuarie 2024. El a refuzat să accepte programări noi, cu excepția evenimentelor stabilite anterior și a audiențelor săptămânale cu Menteri Besar și cu guvernul statului Johor, dorind să-și petreacă timpul rămas până la înălțarea pe tron alături de familia regală.

## Regele Malaeziei (2024–prezent)
[[King Ibrahim of Malaysia with President Vladimir Putin of Russia August 2025.jpg|thumb|Sultanul Ibrahim alături de președintele Federației Ruse, Vladimir Putin, 6 august 2025.]]
La 27 octombrie 2023, Conferința Suveranilor l-a ales pe sultanul Ibrahim drept al 17-lea Yang di-Pertuan Agong (Rege al Malaeziei), înlocuindu-l pe sultanul Abdullah din Pahang. În aceeași ședință, Conferința Suveranilor l-a ales pe sultanul Nazrin Shah⁠(d) din Perak pentru un al treilea mandat de Yang di-Pertuan Agong adjunct.
Ceremonia oficială de depunere a jurământului și de preluare a Palatului Istana Negara a avut loc la 31 ianuarie 2024.
Ceremonia de întronare a sultanului Ibrahim ca al 17-lea Yang di-Pertuan Agong s-a desfășurat la Sala Tronului din cadrul Palatului Istana Negara la 20 iulie 2024, la câteva luni după urcarea sa pe tron. Ceremonia a inclus ritualuri tradiționale malaeze, salve de tun și a fost onorată de prezența mai multor personalități naționale.

## Controverse și probleme

### Acuzații de comportament penal
Reputația lui Tunku Ibrahim a fost umbrită, din când în când, de relatări privind presupuse fapte penale începând din anii 1980, deși într-o măsură mult mai redusă decât cea a tatălui său, sultanul Iskandar, ale cărui infracțiuni au primit o largă atenție din partea presei. În anii 1980, el a fost condamnat pentru împușcarea mortală a unui bărbat într-un club de noapte, în timpul unei altercații, dar a fost repede grațiat.
La sfârșitul anului 1992 și începutul anului 1993, Tunku Ibrahim a fost de asemenea asociat cu scandalul cunoscut sub numele de „Incidentul Gomez” – în care tatăl său și fratele său mai mic, Tunku Abdul Majid, au fost acuzați de două acte separate, dar corelate, de agresiune, care au provocat indignare morală la nivel național și au dus, în cele din urmă, la amendamente constituționale prin care membrii familiei regale puteau fi urmăriți penal pentru fapte penale. În acea perioadă, presa, sprijinită de guvernul malaezian, a publicat o serie de articole privind istoria presupuselor abuzuri comise de membri ai familiei regale, printre care parlamentarii au subliniat că Tunku Ibrahim fusese acuzat în cel puțin două cazuri de agresiune în anii 1980. Printre acestea se numără cazul lui Rahim Mohd Nor, care ar fi fost agresat de Tunku Ibrahim și care a descris experiența sa ca un act de sadism din partea acestuia.
În martie 2005, un membru al familiei regale malaeziene ar fi agresat o tânără pe nume Yasmin, pe care o acuza că îl înșela cu un alt polițist. Tatăl victimei, Mohd Yasin, a depus ulterior o plângere la poliție, susținând că autorul agresiunii fusese Tunku Ibrahim, pe atunci Tunku Mahkota al Johorului.

### Alte incidente
În octombrie 2005, a avut loc o bătaie pe insula Pulau Rawa, după ce un prinț din Johor ar fi intrat fără invitație la o petrecere de nuntă. Prințul ar fi ordonat ca unii invitați să părăsească insula după ce a izbucnit o altercație, declanșată de refuzul unei femei de a dansa cu unul dintre intruși. Localnicii, jigniți de atitudinea femeii, au plecat, dar s-au întors curând înarmați cu crose de golf și alte arme, provocând o încăierare. În urma incidentului, mai multe persoane au fost rănite și transportate la spital, iar cinci au fost arestate, printre care și un prinț de 20 de ani din familia regală a Johorului. Poliția nu a făcut publice numele agresorilor, păstrând confidențialitatea acestora. Tunku Mahkota a emis un comunicat de presă în care i-a îndemnat pe vinovați să își ceară scuze față de invitații afectați.
În iunie anul următor, presa a relatat că Tunku Ibrahim acumulase, din 2000, amenzi de circulație neachitate în valoare de 26.700 RM, fapt care a provocat o mare jenă prințului moștenitor. Un raport ulterior a menționat că acesta și-ar fi achitat toate amenzile restante către poliția rutieră.
Tunku Ibrahim a cheltuit, de asemenea, sume considerabile pe numere de înmatriculare neobișnuite. De exemplu, în mai 2012, a plătit 520.000 RM pentru a obține plăcuța de înmatriculare WWW 1 pentru automobilul său Proton Satria⁠(d) de culoare portocaliu-roșcat. În ianuarie 2014, a stabilit un nou record, cheltuind 748.000 RM pentru plăcuța W1N, destinată automobilului său Suprima S de culoare albastră. În iulie 2016, a cheltuit 836.660 RM pe plăcuța F1 pentru mașina Proton Perdana⁠(d) roșu rubiniu. A continuat să stabilească recorduri, achiziționând plăcuța FF1 pentru 1,2 milioane RM și plăcuța GOLD1 pentru 1,5 milioane RM.

## Titluri
Ca Sultan al Johorului, titlul și formula completă a sultanului Ibrahim în limba malaeză este:
Duli Yang Maha Mulia Sultan Ibrahim Ibni Almarhum Sultan Iskandar, D.K. (Johor), D.K. (Perak), D.K. (Kelantan), D.K. (Perlis), D.K. (Selangor), D.K. (Negeri Sembilan), D.K. (Terengganu), D.K.M.B. (Brunei), S.P.M.J, S.S.I.J, S.P.M.T, S.M.N, S.P.M.K, S.P.M.P, P.I.S, Sultan Yang Dipertuan Bagi Negeri dan Jajahan Takluk Johor Darul Ta’zim.
În timpul domniei sale ca Yang di-Pertuan Agong (2024–prezent), titlul și formula completă a sultanului Ibrahim în limba malaeză este:
Kebawah Duli Yang Maha Mulia Seri Paduka Baginda Yang di-Pertuan Agong Sultan Ibrahim.